# Burj Rafal
El Burj Rafal es un rascacielos ubicado en la ciudad de Riad, en Arabia Saudita. El edificio fue propuesto en 2009, y la construcción comenzó oficialmente en 2010. En 2014 se terminó la estructura y la fachada del edificio. Con una altura de 308 metros es el segundo rascacielos más alto de la ciudad, después del Capital Market Authority Headquarters. Tiene 68 pisos de uso mixto: Oficinas, residencial y hotel.